# Rhinocricus sanguineostriatus
Rhinocricus sanguineostriatus är en mångfotingart som beskrevs av Christoph D. Schubart 1962. Rhinocricus sanguineostriatus ingår i släktet Rhinocricus och familjen Rhinocricidae. Inga underarter finns listade i Catalogue of Life.